# Vòng loại Giải vô địch bóng đá thế giới 2022 – Khu vực châu Âu (Bảng A)
Bảng A là 1 trong 10 bảng đấu tại vòng loại World Cup khu vực châu Âu, đóng vai trò xác định những đội giành quyền dự vòng chung kết World Cup 2022 ở Qatar. Bảng A gồm có 5 đội: Azerbaijan, Luxembourg, Bồ Đào Nha, Cộng hòa Ireland và Serbia. Các đội sẽ thi đấu vòng tròn 2 lượt sân nhà - sân khách.
Đội nhất bảng sẽ giành vé trực tiếp đến World Cup 2022, trong khi đội nhì bảng sẽ giành quyền dự vòng 2 (play-offs).
Qatar sẽ thi đấu giao hữu với các đội tại bảng A theo lịch thi đấu riêng. Kết quả các trận giao hữu này sẽ không được tính điểm đến kết quả cuối cùng của bảng đấu. Qatar sẽ chơi các trận "sân nhà" ngay tại châu Âu nhằm rút ngắn thời gian di chuyển cho các đối thủ.

## Bảng xếp hạng
| VT | Đội              | ST | T | H | B | BT | BB | HS  | Đ  | Giành quyền tham dự |     | Serbia | Bồ Đào Nha | Cộng hòa Ireland | Luxembourg | Azerbaijan |
| -- | ---------------- | -- | - | - | - | -- | -- | --- | -- | ------------------- | --- | ------ | ---------- | ---------------- | ---------- | ---------- |
| 1  | Serbia           | 8  | 6 | 2 | 0 | 18 | 9  | +9  | 20 | FIFA World Cup 2022 |     |        | 2–2        | 3–2              | 4–1        | 3–1        |
| 2  | Bồ Đào Nha       | 8  | 5 | 2 | 1 | 17 | 6  | +11 | 17 | Vòng 2              |     | 1–2    |            | 2–1              | 5–0        | 1–0        |
| 3  | Cộng hòa Ireland | 8  | 2 | 3 | 3 | 11 | 8  | +3  | 9  |                     |     | 1–1    | 0–0        |                  | 0–1        | 1–1        |
| 4  | Luxembourg       | 8  | 3 | 0 | 5 | 8  | 18 | −10 | 9  |                     | 0–1 | 1–3    | 0–3        |                  | 2–1        |            |
| 5  | Azerbaijan       | 8  | 0 | 1 | 7 | 5  | 18 | −13 | 1  |                     | 1–2 | 1–3    | 0–3        | 1–3              |            |            |

## Các trận đấu
Lịch thi đấu được công bố bởi UEFA vào ngày 8 tháng 12 năm 2020, một ngày sau khi bốc thăm. Giờ hiển thị là giờ châu Âu/giờ mùa hè châu Âu, được liệt kê bởi UEFA (giờ địa phương, nếu có sự khác biệt, sẽ được hiển thị trong ngoặc đơn).
| Bồ Đào Nha            | 1–0                         | Azerbaijan |
| --------------------- | --------------------------- | ---------- |
| - Medvedev 36' (l.n.) | Report (FIFA) Report (UEFA) |            |

| Serbia                                | 3–2                         | Cộng hòa Ireland           |
| ------------------------------------- | --------------------------- | -------------------------- |
| - Vlahović 40' - A. Mitrović 69', 75' | Report (FIFA) Report (UEFA) | - Browne 18' - Collins 86' |

| Cộng hòa Ireland | 0–1                         | Luxembourg    |
| ---------------- | --------------------------- | ------------- |
|                  | Report (FIFA) Report (UEFA) | Rodrigues 85' |

| Serbia                         | 2–2                         | Bồ Đào Nha      |
| ------------------------------ | --------------------------- | --------------- |
| - A. Mitrović 46' - Kostić 60' | Report (FIFA) Report (UEFA) | - Jota 11', 36' |

| Azerbaijan             | 1–2                         | Serbia                 |
| ---------------------- | --------------------------- | ---------------------- |
| - Mahmudov 59' (ph.đ.) | Report (FIFA) Report (UEFA) | - A. Mitrović 16', 81' |

| Luxembourg      | 1–3                         | Bồ Đào Nha                                |
| --------------- | --------------------------- | ----------------------------------------- |
| - Rodrigues 30' | Report (FIFA) Report (UEFA) | - Jota 45+2' - Ronaldo 51' - Palhinha 80' |

| Luxembourg                         | 2–1                         | Azerbaijan     |
| ---------------------------------- | --------------------------- | -------------- |
| - Pinto 8' - Rodrigues 28' (ph.đ.) | Report (FIFA) Report (UEFA) | - Mahmudov 67' |

| Bồ Đào Nha           | 2–1                         | Cộng hòa Ireland |
| -------------------- | --------------------------- | ---------------- |
| - Ronaldo 89', 90+6' | Report (FIFA) Report (UEFA) | - Egan 45'       |

| Cộng hòa Ireland | 1–1                         | Azerbaijan       |
| ---------------- | --------------------------- | ---------------- |
| - Duffy 87'      | Report (FIFA) Report (UEFA) | - Mahmudov 45+1' |

| Serbia                                                        | 4–1                         | Luxembourg     |
| ------------------------------------------------------------- | --------------------------- | -------------- |
| - A. Mitrović 22', 35' - Chanot 82' (l.n.) - Milenković 90+6' | Report (FIFA) Report (UEFA) | - O. Thill 77' |

| Azerbaijan | 0–3                         | Bồ Đào Nha                               |
| ---------- | --------------------------- | ---------------------------------------- |
|            | Report (FIFA) Report (UEFA) | - B. Silva 26' - A. Silva 31' - Jota 75' |

| Cộng hòa Ireland        | 1–1                         | Serbia                 |
| ----------------------- | --------------------------- | ---------------------- |
| - Milenković 87' (l.n.) | Report (FIFA) Report (UEFA) | - Milinković-Savić 20' |

| Azerbaijan | 0–3                         | Cộng hòa Ireland                |
| ---------- | --------------------------- | ------------------------------- |
|            | Report (FIFA) Report (UEFA) | - Robinson 7', 39' - Ogbene 90' |

| Luxembourg | 0–1                         | Serbia         |
| ---------- | --------------------------- | -------------- |
|            | Report (FIFA) Report (UEFA) | - Vlahović 68' |

| Bồ Đào Nha                                                            | 5–0                         | Luxembourg |
| --------------------------------------------------------------------- | --------------------------- | ---------- |
| - Ronaldo 8' (ph.đ.), 13' (ph.đ.), 87' - Fernandes 18' - Palhinha 69' | Report (FIFA) Report (UEFA) |            |

| Serbia                                          | 3–1                         | Azerbaijan       |
| ----------------------------------------------- | --------------------------- | ---------------- |
| - Vlahović 30' (ph.đ.), 53' - Tadić 83' (ph.đ.) | Report (FIFA) Report (UEFA) | - Mahmudov 45+2' |

| Azerbaijan    | 1–3                         | Luxembourg                            |
| ------------- | --------------------------- | ------------------------------------- |
| - Salahli 82' | Report (FIFA) Report (UEFA) | - Rodrigues 67', 90+1' - S. Thill 78' |

| Cộng hòa Ireland | 0–0                         | Bồ Đào Nha |
| ---------------- | --------------------------- | ---------- |
|                  | Report (FIFA) Report (UEFA) |            |

| Luxembourg | 0–3                         | Cộng hòa Ireland                        |
| ---------- | --------------------------- | --------------------------------------- |
|            | Report (FIFA) Report (UEFA) | - Duffy 67' - Ogbene 75' - Robinson 88' |

| Bồ Đào Nha   | 1–2                         | Serbia                        |
| ------------ | --------------------------- | ----------------------------- |
| - Sanches 2' | Report (FIFA) Report (UEFA) | - Tadić 33' - A. Mitrović 90' |

## Danh sách cầu thủ ghi bàn
Đã có 59 bàn thắng ghi được trong 20 trận đấu, trung bình 2.95 bàn thắng mỗi trận đấu.
8 bàn thắng
- Aleksandar Mitrović

6 bàn thắng
- Cristiano Ronaldo

5 bàn thắng
- Gerson Rodrigues

4 bàn thắng
- Emin Mahmudov
- Diogo Jota
- Dušan Vlahović

3 bàn thắng
- Callum Robinson

2 bàn thắng
- João Palhinha
- Shane Duffy
- Chiedozie Ogbene
- Dušan Tadić

1 bàn thắng
- Azər Salahlı
- Mica Pinto
- Olivier Thill
- Sébastien Thill
- Bruno Fernandes
- Renato Sanches
- André Silva
- Bernardo Silva
- Alan Browne
- James Collins
- John Egan
- Filip Kostić
- Nikola Milenković
- Sergej Milinković-Savić

1 bàn phản lưới nhà
- Maksim Medvedev (trong trận gặp Bồ Đào Nha)
- Maxime Chanot (trong trận gặp Serbia)
- Nikola Milenković (trong trận gặp Ireland)

## Án treo giò
Một cầu thủ sẽ bị treo giò ở trận đấu tiếp theo nếu phạm các lỗi sau đây:
- Nhận thẻ đỏ (Án phạt vì thẻ đỏ có thể được tăng lên nếu phạm lỗi nghiêm trọng)
- Nhận 2 thẻ vàng ở 2 trận đấu khác nhau (Án phạt vì thẻ vàng được áp dụng đến vòng play-offs, nhưng không áp dụng ở vòng chung kết hay những trận đấu quốc tế khác trong tương lai).

| Cầu thủ          | Đội tuyển           | Thẻ phạt                                                                | Treo giò                            |
| ---------------- | ------------------- | ----------------------------------------------------------------------- | ----------------------------------- |
| Azerbaijan       | Hojjat Haghverdi    | v Bồ Đào Nha (7 tháng 9 năm 2021) · v Serbia (12 tháng 10 năm 2021)     | v Luxembourg (11 tháng 11 năm 2021) |
| Azerbaijan       | Anton Krivotsyuk    | v Luxembourg (1 tháng 9 năm 2021) · v Ireland (4 tháng 9 năm 2021)      | v Bồ Đào Nha (7 tháng 9 năm 2021)   |
| Cộng hòa Ireland | Alan Browne         | v Azerbaijan (4 tháng 9 năm 2021) · v Serbia (7 tháng 9 năm 2021)       | v Azerbaijan (9 tháng 10 năm 2021)  |
| Cộng hòa Ireland | Jayson Molumby      | v Azerbaijan (4 tháng 9 năm 2021) · v Serbia (7 tháng 9 năm 2021)       | v Azerbaijan (9 tháng 10 năm 2021)  |
| Luxembourg       | Dirk Carlson        | v Serbia (9 tháng 10 năm 2021) · v Azerbaijan (11 tháng 11 năm 2021)    | v Ireland (14 tháng 11 năm 2021)    |
| Luxembourg       | Maxime Chanot       | v Bồ Đào Nha (30 tháng 3 năm 2021)                                      | v Azerbaijan (1 tháng 9 năm 2021)   |
| Luxembourg       | Christopher Martins | v Azerbaijan (1 tháng 9 năm 2021) · v Serbia (4 tháng 9 năm 2021)       | v Serbia (9 tháng 9 năm 2021)       |
| Luxembourg       | Gerson Rodrigues    | v Serbia (4 tháng 9 năm 2021)                                           | v Serbia (9 tháng 9 năm 2021)       |
| Bồ Đào Nha       | Bruno Fernandes     | v Azerbaijan (24 tháng 3 năm 2021) · v Serbia (27 tháng 3 năm 2021)     | v Luxembourg (30 tháng 3 năm 2021)  |
| Bồ Đào Nha       | Nuno Mendes         | v Azerbaijan (7 tháng 9 năm 2021) · v Luxembourg (12 tháng 10 năm 2021) | v Ireland (11 tháng 11 năm 2021)    |
| Bồ Đào Nha       | Pepe                | v Ireland (11 tháng 11 năm 2021)                                        | v Serbia (14 tháng 11 năm 2021)     |
| Bồ Đào Nha       | Cristiano Ronaldo   | v Serbia (27 tháng 3 năm 2021) · v Ireland (1 tháng 9 năm 2021)         | v Azerbaijan (7 tháng 9 năm 2021)   |
| Serbia           | Filip Đuričić       | v Ireland (7 tháng 9 năm 2021) · v Luxembourg (9 tháng 10 năm 2021)     | v Aerbaijan (9 tháng 10 năm 2021)   |
| Serbia           | Strahinja Pavlović  | v Ireland (24 tháng 3 năm 2021) · v Luxembourg (9 tháng 10 năm 2021)    | v Aerbaijan (9 tháng 10 năm 2021)   |
| Serbia           | Nikola Milenković   | v Bồ Đào Nha (27 tháng 3 năm 2021)                                      | v Azerbaijan (30 tháng 3 năm 2021)  |